# Sophie Schut
 (février 2019).
Si vous disposez d'ouvrages ou d'articles de référence ou si vous connaissez des sites web de qualité traitant du thème abordé ici, merci de compléter l'article en donnant les références utiles à sa vérifiabilité et en les liant à la section « Notes et références ».
Sophie Schut, née le 26 novembre 1986 à Oosterhout,, est une actrice néerlandaise.

## Filmographie

### Cinéma et téléfilms
- 2012 : Divorce (nl) : La réceptionniste
- 2013 : De ontmaskering van de Vastgoedfraude (nl) : Carla van Loon
- 2013-2018 : Flikken Maastricht : Chantal Bosboom
- 2014 : Johan: logisch is anders (nl) : Lennie Kuhr
- 2014 : Onder het hart (nl) : La médecin de Premiers Secours
- 2017 : Centraal Medisch Centrum (nl) : La psychologue de jeunesse
- 2018 : Van Binnenuit : Liyah

## Théâtre
- 2011-2012 : Hoe overleef ik (zonder) liefde
- 2012 : Living in Oblivion
- 2012-2013 : AU!
- 2013-2015 : Soldaat van Oranje